# Fikayo Tomori
Oluwafikayomi Oluwadamilola "Fikayo" Tomori (sinh 19 tháng 12 năm 1997) là một cầu thủ bóng đá chuyên nghiệp đang thi đấu ở vị trí trung vệ cho câu lạc bộ AC Milan tại Serie A và Đội tuyển bóng đá quốc gia Anh. Sinh ra ở Canada, anh đại diện cho Anh ở các cấp độ quốc tế.

## Sự nghiệp câu lạc bộ

### Chelsea
Tomori gia nhập Chelsea ở đội U8 và trải qua hệ thống đào tạo của câu lạc bộ. Anh là thành viên của đội trẻ Chelsea bảo vệ thành công chức vô địch UEFA Youth League và FA Youth Cup vào năm 2015 và 2016.
Ngày 11 tháng 5 năm 2016, Tomori được đăng ký dự bị trong trận đấu của đội một cùng với các đồng đội ở học viện Tammy Abraham và Kasey Palmer, trận Chelsea hòa 1–1 Liverpool. Tuy nhiên anh không được ra sân trong trận đấu tại Anfield. Ngày 15 tháng 5 năm 2016, trong trận đấu cuối cùng của Chelsea ở mùa giải 2015/16, Tomori có trận đấu ra mắt chuyên nghiệp trong trận hòa 1–1 với đội vô địch Premier League Leicester City, thay Branislav Ivanović ở phút 60.
Ngày 1 tháng 8 năm 2016, Tomori ký hợp đồng mới bốn năm ngay trước mùa giải 2016/17. Ngày 12 tháng 8 năm 2016, Tomori chuyển sang số áo 33 trong giai đoạn đầu mùa giải từ số áo cũ 43.
Ngày 17 tháng 6 năm 2021, Tomori đã được AC Milan mua đứt và ký vào bản hợp đồng có thời hạn đến 30 tháng 6 năm 2025.

## Sự nghiệp quốc tế
Tomori có thể thi đấu cho Nigeria cấp quốc tế thông qua cha anh, Canada thông qua nơi sinh Calgary và Anh nơi lớn lên từ khi còn rất nhỏ. Ngày 27 tháng 3 năm 2016, Tomori mang băng đội trưởng U20 Canada trong chiến thắng 2–1 trước U20 Anh trong trận đấu đầu tiên cho đội tuyển quốc gia.
Ngày 16 tháng 5 năm 2016, trong giai đoạn thi đấu quốc tế tiếp theo, một ngày sau khi có trận đấu chuyên nghiệp đầu tiên, Tomori được gọi vào đội tuyển U19 Anh. Ngày 4 tháng 6 năm 2016, Tomori có trận ra mắt U19 Anh trong trận thua 2–0 trước U20 Mexico, thi đấu đủ 90 phút. Tomori cũng là thành viên đội tuyển Anh tại Giải vô địch U19 châu Âu 2016 vào tới bán kết trước khi bị loại bởi U19 Ý.
Ngày 17 tháng 11 năm 2019, Tomori được huấn luyện viên Gareth Southgate triệu tập vào đội tuyển quốc gia Anh và được ra sân lần đầu trong lượt trận cuối vòng loại Euro 2020 gặp Kosovo.

## Thống kê sự nghiệp

### Câu lạc bộ
Tính đến 23 tháng 5 năm 2021.
| Câu lạc bộ                    | Mùa giải       | League         | League | League | FA Cup | FA Cup | League Cup | League Cup | Châu Âu | Châu Âu | Khác | Khác | Tổng | Tổng |
| Câu lạc bộ                    | Mùa giải       | Hạng           | Trận   | Bàn    | Trận   | Bàn    | Trận       | Bàn        | Trận    | Bàn     | Trận | Bàn  | Trận | Bàn  |
| ----------------------------- | -------------- | -------------- | ------ | ------ | ------ | ------ | ---------- | ---------- | ------- | ------- | ---- | ---- | ---- | ---- |
| Chelsea                       | 2015–16        | Premier League | 1      | 0      | 0      | 0      | 0          | 0          | 0       | 0       | 0    | 0    | 1    | 0    |
| Chelsea                       | 2019–20        | Premier League | 15     | 1      | 2      | 1      | 0          | 0          | 4       | 0       | 1    | 0    | 22   | 2    |
| Chelsea                       | 2020–21        | Premier League | 1      | 0      | 1      | 0      | 2          | 0          | 0       | 0       | –    | –    | 4    | 0    |
| Tổng cộng                     | Tổng cộng      | Tổng cộng      | 17     | 1      | 3      | 1      | 2          | 0          | 4       | 0       | 1    | 0    | 27   | 2    |
| U-23 Chelsea                  | 2016–17        | —              | —      | —      | —      | —      | —          | —          | —       | —       | 2    | 0    | 2    | 0    |
| Brighton & Hove Albion (mượn) | 2016–17        | Championship   | 9      | 0      | 1      | 0      | —          | —          | —       | —       | —    | —    | 10   | 0    |
| Hull City (mượn)              | 2017–18        | Championship   | 25     | 0      | 1      | 0      | —          | —          | —       | —       | —    | —    | 26   | 0    |
| Derby County (mượn)           | 2018–19        | Championship   | 44     | 1      | 4      | 0      | 4          | 1          | —       | —       | 3    | 0    | 55   | 2    |
| AC Milan (mượn)               | 2020–21        | Serie A        | 17     | 1      | 1      | 0      | –          | –          | 4       | 0       |      |      | 22   | 1    |
| Toàn sự nghiệp                | Toàn sự nghiệp | Toàn sự nghiệp | 112    | 3      | 10     | 1      | 6          | 1          | 8       | 0       | 6    | 0    | 142  | 5    |

### Quốc tế
Tính đến ngày 20 tháng 11 năm 2023
| Đội tuyển quốc gia | Năm       | Trận | Bàn |
| ------------------ | --------- | ---- | --- |
| Anh                | 2019      | 1    | 0   |
| Anh                | 2021      | 1    | 0   |
| Anh                | 2022      | 1    | 0   |
| Anh                | 2023      | 2    | 0   |
| Tổng cộng          | Tổng cộng | 5    | 0   |

## Danh hiệu

### Câu lạc bộ

#### Đội dự bị Chelsea
- FA Youth Cup: 2014–15, 2015–16
- UEFA Youth League: 2014–15, 2015–16

AC Milan
- Serie A: 2021–22

### Quốc tế

#### U-20 Anh
- FIFA U-20 World Cup: 2017

#### U-21 Anh
- Toulon Tournament: 2018[17]